# 宽瓣豹子花
宽瓣豹子花（学名：Nomocharis mairei）为百合科豹子花属下的一个种。

## 扩展阅读
- 維基物種上的相關：宽瓣豹子花